# 18242 Peebles
18242 Peebles è un asteroide della fascia principale. Scoperto nel 1973, presenta un'orbita caratterizzata da un semiasse maggiore pari a 2,3552491 UA e da un'eccentricità di 0,1449062, inclinata di 2,54185° rispetto all'eclittica.
L'asteroide è stato dedicato all'astronomo canadese naturalizzato statunitense Phillip James Edwin "Jim" Peebles.